# Ligue asiatique de hockey sur glace
Pour les articles homonymes, voir ALH.
La Ligue asiatique de hockey sur glace (en japonais : アジアリーグアイスホッケー ; en coréen : 아시아리그 아이스하키 ; en anglais, Asia League Ice Hockey ou ALH) est le championnat de hockey sur glace d'Asie regroupant initialement les clubs du Japon et de Corée du Sud. Des équipes chinoise puis russes ont également participé à la compétition. Les clubs s'affrontent au cours d'une saison régulière de 34 matchs ; les 6 meilleures avancent en séries éliminatoires, au format 3-de-5.

## Histoire

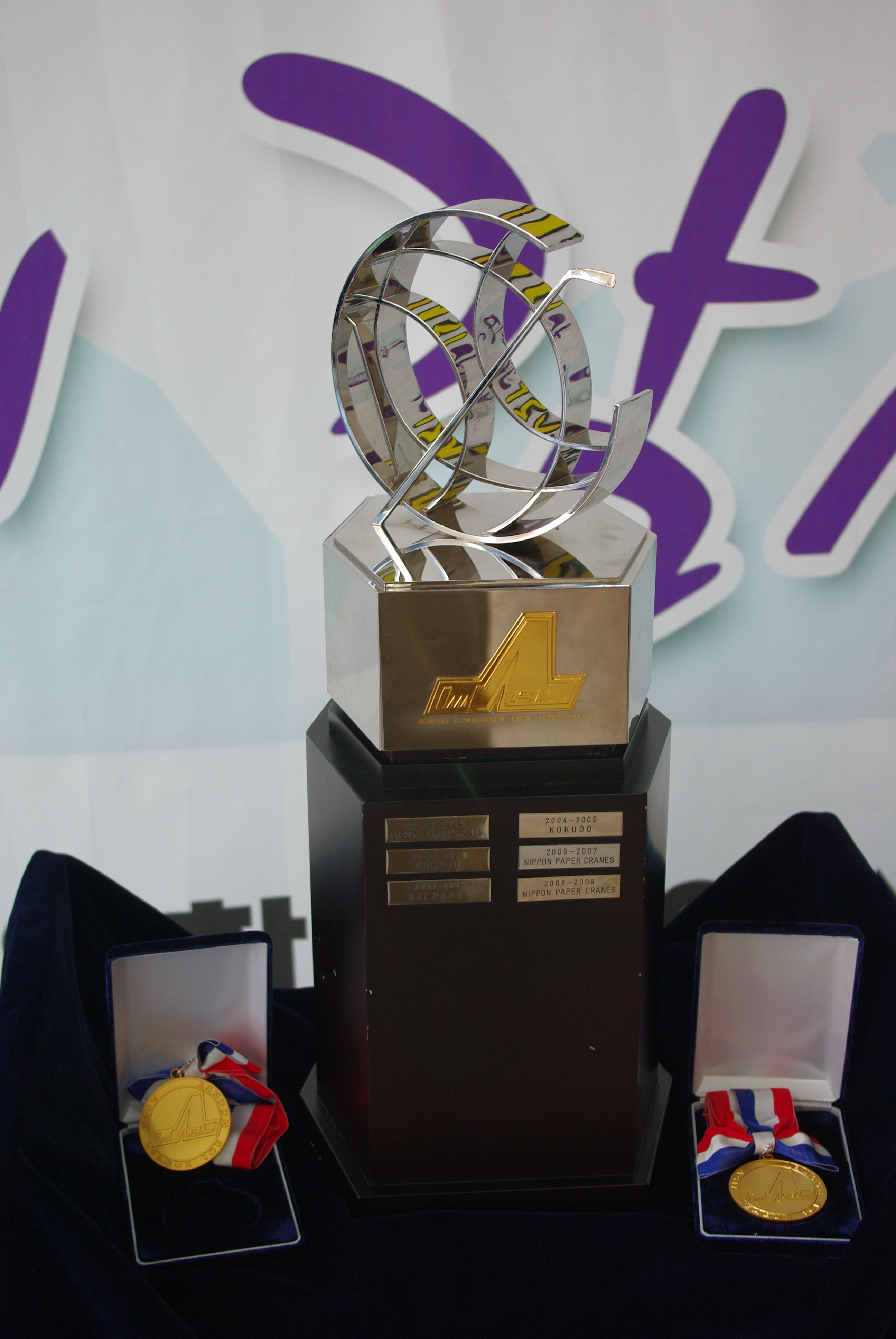
Trophée et médailles remis aux champions de la ligue.

L'Asia League est née de l'expansion du Championnat du Japon de hockey sur glace en 2003 avec les quatre clubs japonais restants et un club coréen, Halla Winia. Les équipes jouaient une demi saison de 16 matches et les deux meilleurs passaient en séries. L'addition de clubs étrangers fut perçue comme un succès tel que la JIHL fut dissoute et les 5 clubs fondateurs de l'Asia League furent rejoints la saison suivante par le Qiqihar Ice Hockey Team et le Harbin Ice Hockey Team de Chine et le Golden Amur de Khabarovsk en Russie. Malgré une excellente troisième place en saison régulière, ces derniers durent se retirer de la ligue après une seule saison à cause de problèmes financiers. Le Kokudo Ice Hockey Team fut sacré champion au terme des séries de fin de saison.
La saison 2005-2006 vit l'expansion de la ligue se poursuivre avec l'arrivée du club sud-coréen Kangwon Land et du club chinois Nordic Vikings, composé de joueurs scandinaves et basé dans la capitale chinoise. La mission de ces derniers était de développer la popularité du hockey sur glace en Chine, ainsi que d'aider les clubs chinois, qui depuis les débuts de la ligue en sont la risée avec des performances décevantes et des défaites incessantes, à améliorer leur niveau grâce à un programme d'échange qui permettait à six joueurs de Qiqihar et de Harbin de faire partie des Vikings et d'apprendre de la part de joueurs et d'entraîneurs issus de pays où le niveau de jeu est de loin supérieur. Si les deux clubs chinois de Qiqihar et Harbin furent encore une fois bons derniers, les nouvelles équipes firent cependant bonne impression, les Vikings participant même aux séries. L'Anyang Halla établit un record de la ligue avec 17 victoires consécutives et participa à ses premières séries d'après-saison dans la Asia League, se voyant même attribués un laissez-passer pour le deuxième tour, mais le club fut balayé par les éventuels champions, Kokudo.
Beaucoup de changements étaient à l'honneur avec le début de la saison 2006-2007. D'abord, Qiqihar et Harbin déménagèrent toutes deux, respectivement à Changchun et Beijing, pour devenir le Changchun Fuao et le Hosa. Puis, les Vikings, croulant sous les déficits et le retrait de sponsors, durent se résigner à quitter la ligue. Pour finir, les éternels champions Kokudo furent renommés Seibu Prince Rabbits. Ces derniers atteignirent de nouveau la finale, mais furent cette fois défaits par les Nippon Paper Cranes, qui devint ainsi le second club à remporter le championnat de la ligue. Kengo Ito fut nommé joueur le plus utile au terme des séries.

### Saison 2010-2011
Les séries éliminatoires de la saison 2010-2011 furent perturbées par un séisme d'une magnitude de 9.0 sur l'échelle de Richter. L'équipe des Tōhoku Free Blades devaient affronter en finale les champions de la saison précédente, l'Anyang Halla. Du aux conséquences du séisme, la ligue décide d'annuler la finale faisant du même coup les Tōhoku Free Blades et l'Anyang Halla champions de la ligue.

## L'Asia League et laLNH
Quelques anciens joueurs de la Ligue nationale de hockey endossèrent un uniforme de l'Asia League au cours de leur carrière. On notera ainsi Shjon Podein, Derek Plante, Jason Podollan, Steve McKenna, Claude Lemieux et Esa Tikkanen.

## Équipes

### Équipes actives
| Club                   | Ville             | Apparition | Patinoire                |
| ---------------------- | ----------------- | ---------- | ------------------------ |
| Anyang Halla           | Anyang            | 2003       | Anyang Sports Complex    |
| High1                  | Chuncheon         | 2005       | Goyang Ice Rink          |
| Daemyung Killer Whales | Incheon           | 2016       | Seonhak Ice Rink         |
| Nikko Kobe IceBucks    | Nikko/Kobe        | 2003       | Nikkō Kirifuri Ice Arena |
| Nippon Paper Cranes    | Kushiro           | 2003       | Kushiro Ice Arena        |
| Oji Eagles             | Tomakomai         | 2003       | Hakucho Arena            |
| Tohoku Free Blades     | Hachinohe         | 2009       | Patinoire Niida          |
| PSK Sakhaline          | Ioujno-Sakhalinsk | 2014       | Ice Palace Kristall      |

### Équipes défuntes
| Club                 | Ville             | Période   | Patinoire              |
| -------------------- | ----------------- | --------- | ---------------------- |
| Nordic Vikings       | Pékin             | 2005-2006 | Shouti Arena           |
| Changchun Fuao       | Qiqihar/Changchun | 2005-2007 | Qiqihar Gymnasium      |
| Hosa                 | Harbin            | 2005-2007 | Harbin Ice Hockey Rink |
| China Dragon         | Shanghai          | 2008-2017 | Songjiang Stadium      |
| Seibu Prince Rabbits | Nishi-Tokyo       | 2006-2009 | DyDo Drinco Ice Arena  |
| Daemyung Sangmu      | Séoul             | 2013-2016 | Mokdong Stadium        |
| Golden Amur          | Khabarovsk        | 2004-2005 | Platinum Arena         |

## Champions
- 2004 :  Nippon Paper Cranes
- 2005 :  Kokudo Keikaku
- 2006 :  Kokudo Keikaku (2)
- 2007 :  Nippon Paper Cranes
- 2008 :  Oji Eagles
- 2009 :  Nippon Paper Cranes
- 2010 :  Anyang Halla
- 2011 :  Tōhoku Free Blades et  Anyang Halla
- 2012 :  Oji Eagles (2)
- 2013 :  Tōhoku Free Blades
- 2014 :  Nippon Paper Cranes (4)
- 2015 :  Tōhoku Free Blades
- 2016 :  Anyang Halla
- 2017 :  Anyang Halla
- 2018 :  Anyang Halla (5)
- 2019 :  PSK Sakhaline (1)
- 2020 :  Anyang Halla (6) et  PSK Sakhaline (2)
- 2021-2022 : Compétitions annulées
- 2023 :  HL Anyang (7)